# Aechmutes
Aechmutes är ett släkte av skalbaggar som ingår i familjen långhorningar.

## Arter
- Aechmutes armatus
- Aechmutes lycoides